# Frank Griffel
Frank Griffel (* 1965) ist ein deutscher Islamwissenschaftler. 

## Leben
Er studierte Philosophie, arabische Literatur und Islamwissenschaften in Göttingen, Damaskus, Berlin und London. 1998 wurde er an der Freien Universität Berlin mit der Dissertation Apostasie und Toleranz im Islam. Die Entwicklung zu al-Ġazālī Urteil gegen die Philosophie und die Reaktionen der Philosophen promoviert. Danach arbeitete er in Beirut. 
Von 2000 bis 2024 lehrte er an der Yale University, wo er seit 2008 als ordentlicher Professor für Islamwissenschaften am Department of Religious Studies tätig war. 2021 wurde er in Yale zum Louis M. Rabinowitz Professor für Religionsstudien ernannt. Seit 2024 ist Griffel Professor für das Studium der Abrahamischen Religionen an der Faculty of Theology and Religion der Universität Oxford. Griffel ist auch Fellow in der Lady Margaret Hall in Oxford. 

## Schriften

### Monographien
- Apostasie und Toleranz im Islam. Die Entwicklung zu al-Ġazālīs Urteil gegen die Philosophie und die Reaktionen der Philosophen. Brill, Leiden 2000 (zugleich Dissertation 1998 FU Berlin).
- Al-Ghazālī's Philosophical Theology. Oxford University Press, New York 2009.
- Den Islam denken. Versuch, eine Religion zu verstehen. Reclam Verlag, Stuttgart 2018.
- The Formation of Post-Classical Philosophy in Islam. Oxford University Press, New York 2021.

### Übersetzungen
- al-Ġazālī: Über Rechtgläubigkeit und religiöse Toleranz. Eine Übersetzung der Schrift Das Kriterium der Unterscheidung zwischen Islam und Gottlosigkeit, 1998.
- Averroes: Maßgebliche Abhandlung, 2010.